# Брзо клизање на Зимским олимпијским играма 1924 — 5.000 метара за мушкарце
Трка у дисциплини 5.000 метара одржана је у суботу, 26. јануара 1924.
Учествовало је 22 клизача из 10 држава.

## Освајачи медаља
| Злато                 | Сребро                   | Бронза                  |
| Клас Тумберг · Финска | Јулијус Скутнаб · Финска | Роалд Ларсен · Норвешка |

## Рекорди пре почетка такмичења
25. јануар 1924.
| Светски рекорд    | 8:26,5(*)                      | Харалд Стрем · Норвешка        | Кристијанија, Норвешка         | 18. фебруар 1922.              |                                |
| Олимпијски рекорд | први пут на олимпијским играма | први пут на олимпијским играма | први пут на олимпијским играма | први пут на олимпијским играма | први пут на олимпијским играма |

(*) Рекорд је постављен на природно замрзнутом леду.

## Резултати
| Место | Такмичар            | Земља                     | Време   |
| ----- | ------------------- | ------------------------- | ------- |
|       | Клас Тумберг        | Финска                    | 8:39,0  |
|       | Јулијус Скутнаб     | Финска                    | 8:48,4  |
|       | Роалд Ларсен        | Норвешка                  | 8:50,2  |
| 4     | Сигурд Моен         | Норвешка                  | 8:51,0  |
| 5     | Харалд Стрем        | Норвешка                  | 8:54,6  |
| 6     | Валентин Бијалас    | Сједињене Америчке Државе | 8:55,0  |
| 7     | Фридтјоф Паулсен    | Норвешка                  | 8:59,0  |
| 8     | Ричард Донован      | Сједињене Америчке Државе | 9:05,6  |
| 9     | Леонар Кваља        | Француска                 | 9:08,6  |
| 10    | Асер Валенијус      | Финска                    | 9:12,8  |
| 11    | Албертс Румба       | Летонија                  | 9:14,4  |
| 12    | Ерик Бломгрен       | Шведска                   | 9:14,6  |
| 13    | Чарлс Џутро         | Сједињене Америчке Државе | 9:27,0  |
| 14    | Бил Стајнмец        | Сједињене Америчке Државе | 9:35,0  |
| 15    | Аксел Бломквист     | Шведска                   | 9:48,8  |
| 16    | Леон Јуцевич        | Пољска                    | 10:05,6 |
| 17    | Гастон ван Хазебрук | Белгија                   | 10:13,8 |
| 18    | Андре Жегу          | Француска                 | 10:15,2 |
| 19    | Жорж де Вилд        | Француска                 | 10:39,8 |
| 20    | Алберт Тебит        | Уједињено Краљевство      | 11:01,0 |
| 21    | Марсел Моен         | Белгија                   | 11:30,4 |
| –     | Чарлс Горман        | Канада                    | DNF     |